# Сошкинский сельсовет
Со́шкинский сельсове́т — сельское поселение в Грязинском районе Липецкой области.
Административный центр — село Сошки.

## География
Территория сельского поселения занимает площадь в 8245 га. Сошкинский сельсовет граничит с землями Карамышевского, Двуреченского, Фащевского, Верхне-Телелюйского сельсоветов и землями Усманского района.

## История
Статус и границы сельского поселения установлены Законом Липецкой области от 23 сентября 2004 года № 126-ОЗ «Об установлении границ муниципальных образований Липецкой области»

## Население
| 2010  | 2012  | 2013  | 2014  | 2015  | 2016  | 2017  |
| ----- | ----- | ----- | ----- | ----- | ----- | ----- |
| 1713  | ↗1753 | ↗1794 | ↗1825 | ↘1789 | ↗1819 | ↗1875 |
| 2018  | 2021  |       |       |       |       |       |
| ↘1827 | ↘1756 |       |       |       |       |       |

## Состав сельского поселения
| № | Населённый пункт | Тип населённого пункта       | Население |
| - | ---------------- | ---------------------------- | --------- |
| 1 | Красный Луч      | посёлок                      | ↗7        |
| 2 | Сошки            | село, административный центр | ↗1787     |

## Транспорт
С автовокзала «Липецк» — № 144 Липецк — Сошки
С автостанции «Грязи» — № 125 Грязи — Сошки — Карамышево

## Русская православная церковь
На территории центра сельсовета — с. Сошки — расположен Троицкий храм.